# Janssen-Gleichung
Mit der Janssen-Gleichung (nach H. A. Janssen, 1895) können die Spannungen in einem Silo beschrieben werden. Sie beschreibt das Kräftegleichgewicht in vertikaler Richtung und ist ein Spezialfall der allgemeinen Gleichung des hydrostatischen Gleichgewichts unter Berücksichtigung der Silowand.
Für ein scheibenförmiges Volumelement (Radius r) der Höhe dz, das den gesamten Querschnitt {\displaystyle A=\pi r^{2}} des Silos mit Umfang {\displaystyle U=2\pi \cdot r} überspannt, gilt
{\displaystyle A\cdot \sigma _{\mathrm {v} }+\rho _{\mathrm {b} }\cdot g\cdot A\cdot \mathrm {d} z=A\left(\sigma _{v}+d\sigma _{v}\right)+\tau _{\mathrm {w} }\cdot U\cdot \mathrm {d} z},
wobei
{\displaystyle \sigma _{\mathrm {v} }} die vertikale Spannung
{\displaystyle \rho _{\mathrm {b} }} die mittlere Dichte des Schüttgutes
{\displaystyle g} die Schwerebeschleunigung
{\displaystyle \tau _{\mathrm {w} }} die Wandschubspannung
{\displaystyle z} die Tiefe ab Oberkante des Schüttgutes bezeichnen.
Die Gewichtskraft {\displaystyle \rho _{\mathrm {b} }\cdot g\cdot A\cdot dz} des Schüttgutes in der Scheibe wirkt 
- dem Unterschied der Spannungen (Druckgradient) auf der Ober- und Unterseite der Scheibe (die ersten Terme auf beiden Seiten) sowie
- der durch die Silowand ausgeübte Schubkraft {\displaystyle \tau _{\mathrm {w} }\cdot U\cdot \mathrm {d} z} entgegen.

Die Janssen-Gleichung kann in eine gewöhnliche Differentialgleichung umgeformt werden:
{\displaystyle {\begin{alignedat}{2}\Leftrightarrow \rho _{\mathrm {b} }\cdot g\cdot A\cdot \mathrm {d} z&=A\cdot \mathrm {d} \sigma _{v}&&+\tau _{\mathrm {w} }\cdot U\cdot \mathrm {d} z\\\Leftrightarrow \rho _{\mathrm {b} }\cdot g\cdot \mathrm {d} z&=\mathrm {d} \sigma _{v}&&+\tau _{\mathrm {w} }\cdot {\frac {U}{A}}\cdot \mathrm {d} z\\\Leftrightarrow \mathrm {d} \sigma _{\mathrm {v} }&={\Bigl (}\rho _{\mathrm {b} }\cdot g&&-\tau _{\mathrm {w} }\cdot {\frac {U}{A}}{\Bigr )}\cdot \mathrm {d} z\\\Leftrightarrow {\frac {\mathrm {d} \sigma _{\mathrm {v} }}{\mathrm {d} z}}&=\rho _{\mathrm {b} }\cdot g&&-\tau _{\mathrm {w} }\cdot {\frac {2}{r}}\end{alignedat}}}
Die Lösung {\displaystyle \sigma _{\mathrm {v} }(z)} der Differentialgleichung kann durch Wahl geeigneter Rand- und Anfangsbedingungen gefunden werden.